# 中国共产党第十届中央委员会委员列表
中国共产党第十次全国代表大会于1973年8月24日至28日在北京召开。大会选举产生了195名中国共产党第十届中央委员会委员。

## 委员列表
毛泽东（中央委员会主席）；后改选：华国锋
丁盛、丁可则、丁国钰、马宁、马天水、于桑、于会泳、于洪亮、王诤、王震、王必成、王宏坤、王秀珍、王国藩、王洪文、王树声、王首道、王淑珍、王淮湘、王超柱、王稼祥、天宝、巴桑、方毅、邓小平、邓颖超、尤太忠、孔石泉、孔照年、乌兰夫、韦国清、冯铉、司马义·艾买提、白如冰、田华贵、田维新、皮定均、叶剑英、刘伟、刘子厚、刘兴元、刘伯承、刘均益、刘贤权、刘建勋、刘盛田、刘湘屏、刘锡昌、江青、江礼银、江拥辉、江燮元、朱德、朱穆之、许世友、吕玉兰、安平生、庄则栋、华国锋、华林森、乔冠华、任思忠、年继荣、纪登奎、邢燕子、陈云、陈郁、陈康、陈士榘、陈永贵、陈先瑞、陈奇涵、陈锡联、陈慕华、杜平、李达、李强、李震、李大章、李井泉、李水清、李任之、李先念、李志民、李顺达、李素文、李葆华、李富春、李瑞山、李德生、谷牧、杨勇、杨春甫、杨得志、吴涛、吴德、吴大胜、吴桂贤、苏静、苏振华、张才千、张云逸、张平化、张达志、张池明、张延成、张体学、张宗逊、张恒云、张洪池、张树芝、张春桥、张维民、张富贵、张福恒、张鼎丞、张翼翔、汪东兴、肖劲光、岑国荣、宋佩璋、余秋里、周兴、周宏宝、周丽琴、周纯麟、周建人、周恩来、宝日勒岱、宗希云、林丽韫、罗青长、罗锡康、冼恒汉、金祖敏、姚文元、饶兴礼、段君毅、祝家耀、胡继宗、赵紫阳、耿飚、耿起昌、钱之光、钱正英、郭玉峰、郭宏杰、郭沫若、徐向前、徐景贤、夏邦银、唐岐山、唐忠富、倪志福、聂荣臻、莫显耀、秦基伟、陶鲁笳、姬鹏飞、康生、黄华、黄镇、尉凤英、鹿田计、曹里怀、曹轶欧、崔海龙、梁锦棠、韩英、韩先楚、粟裕、董必武、董明会、傅传作、焦林义、曾绍山、曾思玉、彭绍辉、谢家祥、谢静宜、鲁瑞林、解学恭、蔡畅、蔡啸、蔡协斌、蔡树梅、滕代远、谭启龙、谭震林、廖承志、赛福鼎、潘世告、樊德玲、魏秉奎

## 人事变动
- 任内逝世：毛泽东、周恩来、朱德、康生、董必武、李富春、王稼祥、滕代远、于会泳（被审查时自杀，死后开除党籍）、李震、李大章、陈郁、皮定均、王树声、张云逸、张体学、周兴、胡继宗
- 开除党籍：王洪文、张春桥、江青、姚文元
- 免职后复职：邓小平
- 停职审查：马天水、刘湘屏、王秀珍、刘均益、乔冠华、庄则栋、魏秉奎